# Lockheed AC-130
Lockheed AC-130 ildstøttefly er en variant af C-130 Hercules-transportflyet. AC-130 er svært bevæbnet og benyttes mod jordmål. Det grundlæggende flyskrog bliver produceret af Lockheed Martin, mens Boeing er ansvarlig for omdannelsen til et ildstøttefly.

## Historie
De første fly blev ombygget i 1967 under Vietnam-krigen, da AC-130A Gunship II erstattede AC-47 Spooky. Det skete for at forbedre længden af en mission og øge kapaciteten af ammunition og våben. Endvidere flyver det hurtigere og højere end kamphelikopterne. De første fly der blev ombygget, fik kun monteret natkikkert og gatlingmaskingeværer i snuden, men senere blev 20 mm kanoner, 40 mm Boforskanoner og 105 mm M102 haubitser monteret. Der er blevet lavet 6 udgaver af AC-130.
Alle våbnene om bord er monteret i bagbords (venstre) side af flyet. Under et angreb, flyves i en stor cirkel omkring målet, hvilket gør det muligt at skyde på målet i længere tid end et konventionelt kampfly. Flyet er udstyret med infrarøde sensorer og radar, hvilket gør natangreb muligt.
Den eneste bruger af flyet, er United States Air Force, som bruger modellerne AC-130H Spectre, AC-130U Spooky, og AC-130W Stinger II. Flyene har været brugt i Vietnam-krigen, USA's invasion af Panama, Golfkrigen, Afghanistan, og senest Borgerkrigen i Libyen.

## Specifikationer og versioner
Data from USAF Fact Sheet
Generel karakteristik
- Besætning: 13
  - Officere: 5 (pilot, copilot, navigatør, fire control officer, elektronisk krigsførelsesofficer)
  - Enlisted: 8 (flight engineer, TV operator, infrared detection set operator, loadmaster, four aerial gunners)
- Længde: 97 ft 9 in (29.8 m)
- Spændvidde: 132 ft 7 in (40.4 m)
- Højde: 38 ft 6 in (11.7 m)
- Vinge areal: 1745.5 ft² (162.2 m²)
- Fuldvægt: 122,400 lb (55,520 kg)
- Maksimal takeoffvægt: 155,000 lb (69,750 kg)
- Powerplant: 4 × Allison T56-A-15 turboprops, 4,910 shp (3,700 kW)  hver

Præstation
- Maksimum hastighed: 260 knots (300 mph, 480 km/h)
- Rækkevidde: 2,200 nm (2,530 mi, 4,070 km)
- Maksimal flyvehøjde: 30,000 ft (9,100 m)

Våbenbestykning:

AC-130A Project Gunship II

4 × 7,62 mm GAU-2/A maskingeværer

4 × 20 mm M61 Vulcan 6-løbet gatling-maskinkanoner

AC-130A Surprise Package, Pave Pronto, AC-130E Pave Spectre

2 × 7,62 mm GAU-2/A maskingeværer

2 × 20 mm M61 Vulcan maskinkanoner

2 × 40 mm L/60 Bofors maskinkanoner

AC-130E Pave Aegis

2 × 20 mm M61 Vulcan maskinkanoner

1 × 40 mm L/60 Bofors maskinkanon

1 × 105 mm M102 haubits
AC-130H Spectre 

(omkring år 2000 og før)

2 × 20 mm M61 Vulcan maskinkanoner

1 × 40 mm L/60 Bofors maskinkanon

1 × 105 mm M102 haubits

(Nuværende bestykning)

1 × 40 mm L/60 Bofors maskinkanon

1 × 105 mm M102 haubits

AC-130U Spooky II

1 × General Dynamics 25 mm GAU-12/U Equalizer 5-løbet gatling-maskinkanon

1 × 40 mm L/60 Bofors maskinkanon

1 × 105 mm M102 haubits

AC-130W Stinger II

1 × 30 mm ATK GAU-23/A maskinkanon

Gunslinger-våbensystem med affyringsrør til AGM-176 Griffin-missiler og / eller GBU-44/B Viper Strike-ammunition.

AGM-114 Hellfire-missiler, GBU-39 og/eller GBU-53/B SDB IIs.